# Ramón (cantante)
Ramón, pseudonimo di Ramón del Castillo Palop (Las Palmas de Gran Canaria, 3 maggio 1985), è un cantante spagnolo.
Ha rappresentato la Spagna all'Eurovision Song Contest 2004 con il brano Para llenarme de ti.

## Carriera
Ramón è salito alla ribalta alla fine del 2003, quando ha partecipato alla terza edizione del talent show Operación Triunfo, la versione spagnola del format Star Academy, arrivando secondo nella finale. Il 28 gennaio 2004, in una puntata speciale del talent utilizzata come selezione spagnola per l'Eurovision, ha cantato il suo singolo di debutto Para llenarme de ti ed è stato incoronato vincitore dal televoto. Nella finale dell'Eurovision Song Contest 2004, che si è tenuta il successivo 15 maggio a Istanbul, si è piazzato al 10º posto su 24 partecipanti con 87 punti totalizzati. È risultato il più televotato della serata dal pubblico ad Andorra e in Portogallo. Il suo singolo ha raggiunto la vetta della classifica spagnola. Nel 2013 ha abbandonato la musica e la Spagna per trasferirsi a Oslo, dove lavora per un'emittente televisiva locale.

## Discografia

### Album in studio
- 2004 – Es así
- 2006 – Cambio de sentido

### Singoli
- 2004 – Para llenarme de ti